# Jardín Botánico George Brown de Darwin
El Jardín Botánico George Brown de Darwin o en inglés: George Brown Darwin Botanic Gardens, es un jardín botánico de 42 hectáreas de extensión, reconocido por sus colecciones de plantas del norte de Australia y de otras especies tropicales. Está localizado en Darwin, capital y ciudad más poblada del Territorio del Norte, Australia. Está administrado por un consejo de gestión sin ánimo de lucro.
Es miembro del BGCI, y presenta trabajos para la Agenda Internacional para la Conservación en los Jardines Botánicos.
El código de identificación internacional de "George Brown Darwin Botanic Gardens" como miembro del "Botanic Gardens Conservation Internacional" (BGCI), así como las siglas de su herbario es DARW. 

## Localización
Se ubica a 2 km al norte del CBD de Darwin, George Brown Darwin Botanic Gardens Parks and Wildlife Commission of the Northern Territory, Palmerston, Darwin, Territorio del Norte, Australia.
Planos y vistas desde satélite, 12°26′42″S 130°50′11″E / -12.44500, 130.83639
Está abierto al público a lo largo de todo el año.

## Historia

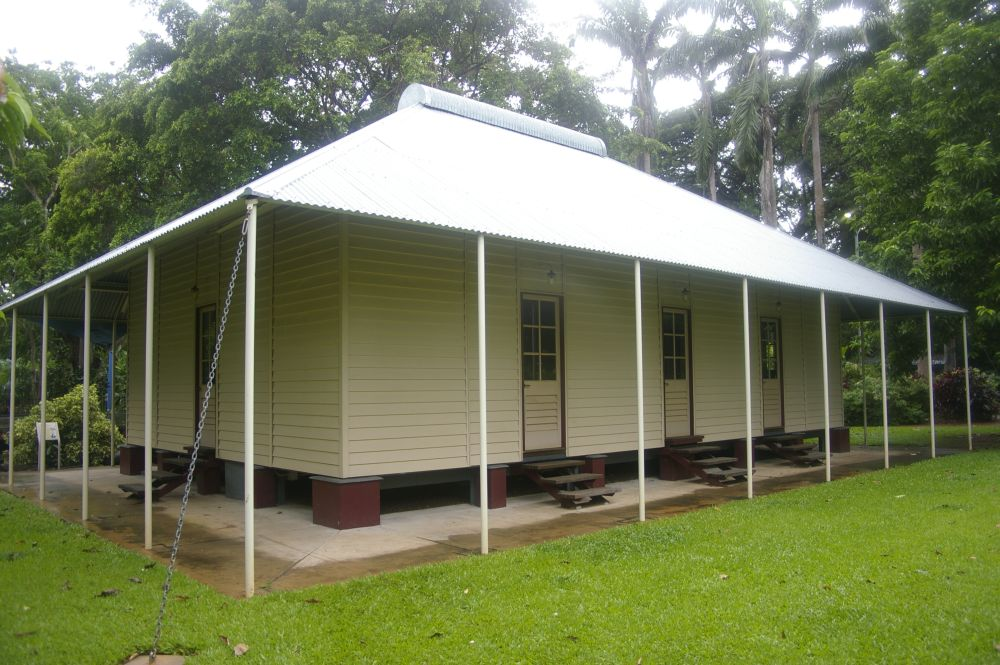
Un antiguo edificio en Darwin

Los jardines fueron establecidos en su actual sitio en 1886; esta era la tercera tentativa de los colonos europeos de Darwin, para establecer un sitio en donde cultivar las plantas de importancia económica y donde se podrían probar para su conveniencia en el clima de la zona. La colección de los jardines fue centrada inicialmente en cultivar un huerto con plantas de interés económico y los cultivos de plantas ornamentales. Los jardines fueron dañados seriamente durante el Ciclón Tracy en 1974, y se perdieron el 89% de todas las plantas. La restauración después del ciclón fue llevada a cabo por el político australiano George Brown, que había trabajado en los jardines desde 1969 y había servido como guardián a partir de 1971 a 1990, y se convirtió en el alcalde de Darwin en 1992 hasta el 2002. Los jardines fueron renombrados en 2002 como "George Brown" en reconocimiento a sus contribuciones y a sus 32 años de servicio al desarrollo de los jardines.
En el 2000 la antigua iglesia metodista histórica de Darwin fue trasladada desde la calle de Knuckey y reconstruida en los jardines. Es el edificio más antiguo que perdura de Darwin. 

## Colecciones
Sus colecciones son 30 % de flora australiana.
- Su mayor colección de plantas es la perteneciente la flora monzónica del Territorio del Norte de Australia en la que se incluyen comunidades de mangles, matorrales de la vid del monzón, flora de la selva húmeda de las islas Tiwi y la que se encuentra en los acantilados de Arnhem Land.
- Colección de plantas nativas y foráneas de cycas,
- Plantas de interés económico,
- Colección de palmas,
- Adansonias,
- Orquídeas
- Ficus,
- Terminalias,
- Jengibres
- Heliconias.[4]

## Actividades
El jardín botánico realiza a lo largo de todo el año:
- Programas de Conservación
- Programas de Conservación "Ex Situ"
- Centro de Visitantes y de Educación del público en general en inquietudes medioambientales.